# Javier Alcalde
Javier Alcalde Villacampa (detto anche Xavier o Xavi; Barcellona, 1978) è un esperantista e pacifista spagnolo. Dal 2019, è membro dell'Akademio de Esperanto.

## Biografia
Alcalde consegue nel 2009 il dottorato in scienze politiche e sociali presso l'Istituto universitario europeo di Firenze; divenuto ricercatore presso il Centro di studi sui movimenti sociali (Scuola Normale Superiore di Pisa) e presso l'Istituto catalano internazionale per la pace (Barcellona), egli principia a occuparsi di studi sulla pace e di movimenti sociali. Prenderà parte a diversi accordi sul disarmo presso le Nazioni Unite, tra cui il Trattato sul commercio delle armi.
Collabora al progetto europeo «Mobilizing for Democracy: Democratization processes and the mobilization of civil society» (Mobilitazione per la democrazia: processi di democratizzazione e mobilitazione della società civile). Dedica particolare attenzione alle proteste legate alla crisi dei rifugiati, sia a livello europeo, sia lungo i confini franco-britannici. Si è anche interessato ad altri fenomeni e movimenti sociali, tra cui l'occupazione abusiva d'immobili, lo zapatismo, il movimento esperantista e altri movimenti che promuovono la pace o la giustizia globale. In molte pubblicazioni si sofferma ad analizzare il rapporto tra movimenti sociali e mezzi di comunicazione di massa.
Insegna scienze politiche e relazioni internazionali presso l'Università Aperta della Catalogna e l'Università autonoma di Barcellona. I suoi principali interessi di ricerca includono i movimenti per la pace, il disarmo, i rifugiati, l'esperanto e la giustizia linguistica.
Collabora regolarmente all'edizione di Wikipedia in lingua catalana ed ha contribuito alla creazione del corso in lingua catalana offerto da Duolingo.

## Esperanto

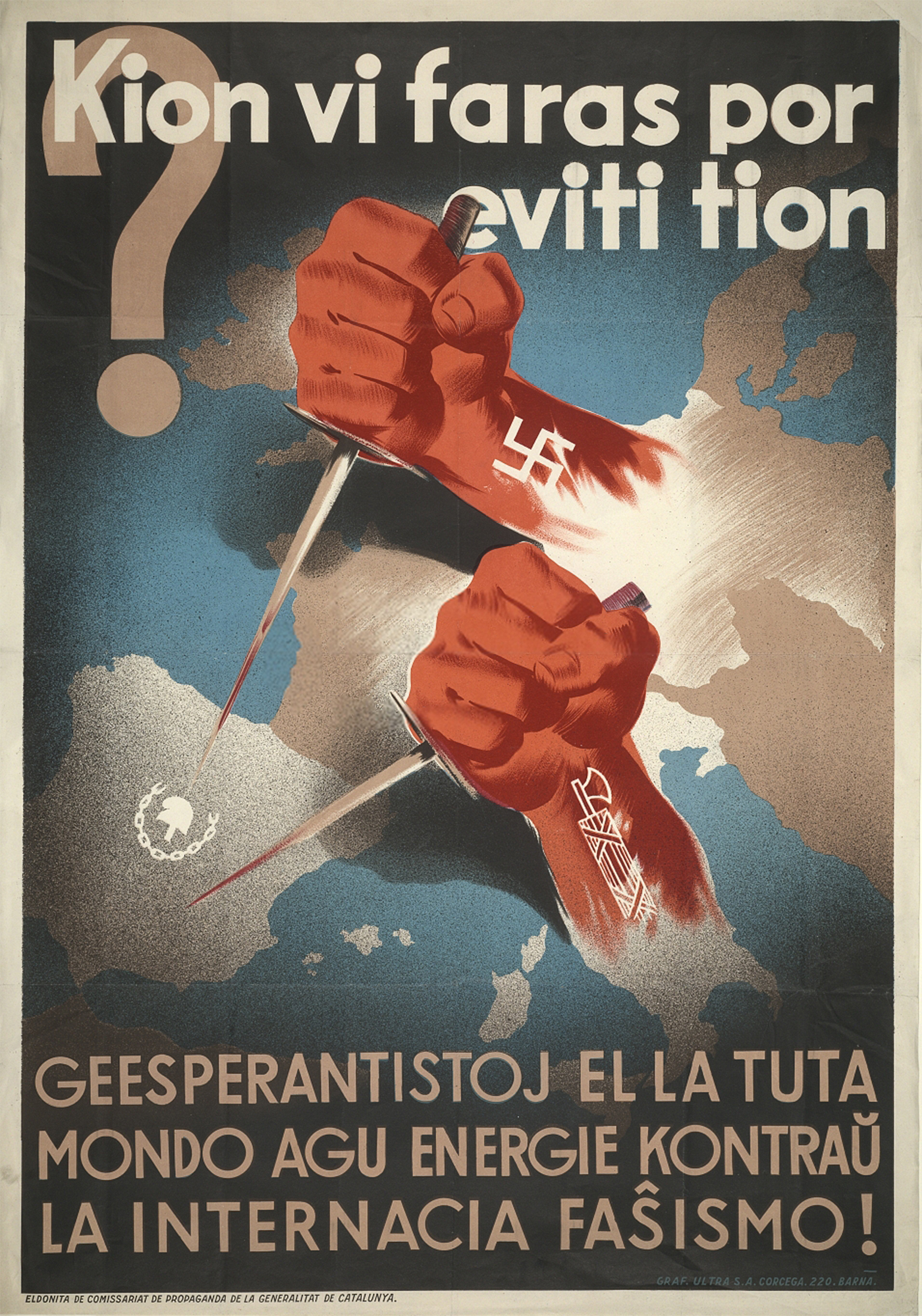
«Cosa stai facendo per scongiurare questo? Esperantiste ed esperantisti di tutto il mondo agite con energia contro il fascismo internazionale!».
----
Manifesto propagandistico in esperanto contro le ingerenze dell'Asse nella guerra civile spagnola. 1936 circa.

Attivo nel movimento esperantista dal 2011, si è occupato di storia dell'esperanto, in particolare in relazione agli sforzi di pace e all'attività del movimento durante i periodi di guerra, come la guerra civile spagnola. Ha curato insieme con José María Salguero Rodríguez la raccolta «Antaŭ unu jarcento. Esperanto kaj la unua mondmilito» (Un secolo fa. L'esperanto e la prima guerra mondiale) con diari e racconti di guerra. È autore del saggio La esperantisto de la jaro (1887-1997) (L'esperantista dell'anno) premiato ai Concorsi di Belle Arti dell'UEA nel 2017.
In collaborazione con l'Accademia Internazionale delle Scienze di San Marino, è stato relatore nella 70ª sessione dell'Internacia Kongresa Universitato (IKU) del 102º Congresso universale di esperanto tenutosi a Seul, a tema Azione di solidarietà per migranti e rifugiati nell'Unione Europea (premio Pirlot nella categoria interventi) e sulla giustizia linguistica nella letteratura specialistica durante la 69ª sessione del Congresso universale di esperanto del 2016 tenutosi a Nitro, in Slovacchia. Al Congresso del 2018, tenutosi a Lisbona, diresse il tema congressuale Kulturoj, lingvoj, tutmondiĝo: kien nun? (Culture, lingue, globalizzazione: ora quale direzione?) e vinse il premio Pirlot nella categoria «articoli» per il suo La pacisma aliro (L'approccio pacifista). Nello stesso luogo, nell'agosto 2018, organizza il 7° Simposio Nitobe.
Ha collaborato con varie riviste esperantofone, come Esperanto, Heroldo de Esperanto (tra l'altro, nella rubrica Memorindaj esperantistoj), La Ondo de Esperanto (per esempio, per la serie Tradicio kaj moderneco), Monato e Sennaciulo. Ha anche contribuito a vari numeri di Beletra Almanako. Inoltre, cura articoli e recensioni multilingue a tema esperanto su giornali non esperantisti, come Babel, Enciclopèdic, Humanitat Nova, Fifth Estate, Por la Paz, Social Movement Studies, European Journal of Jewish Studies, Historia National Geographic, Corredor, ecc.
Ha partecipato a diverse opere collettive, come En la mondon venis nova lingvo («è venuta al mondo una nuova lingua», titolo che richiama il primo verso dell'inno dell'esperanto), Aliroj al esperanto, e ai testi in lingua inglese Language Policy and Linguistic Justice, Multilingual Environments in the Great War, Routledge Handbook of Marx's Capital e Language as Hope.
In un'intervista rilasciata al Chiasmo (enciclopedia Treccani) Alcalde afferma che, tra gli esperantisti, «spicca l’empatia per le discriminazioni linguistiche, poiché lз esperantistз hanno particolarmente a cuore la dimensione linguistica dei conflitti». Afferma inoltre di voler «mostrare alla comunità scientifica che l’esperanto e il movimento esperantista sono importanti come discipline e validi oggetti di studio» e sottolinea l'intenzione d'indagare e divulgare «non solo l’opera delle associazioni esperantiste, ma anche il ruolo dell’esperanto e dellз esperantistз nelle altre dimensioni della vita sociale».
Nel 2019, è eletto membro dell'Akademio de Esperanto. Verrà riconfermato nel 2022, per un secondo mandato.

## Opere
- Antaŭ unu jarcento. Esperanto kaj la unua mondmilito (curato con José María Salguero Rodríguez)[29].
- La esperantisto de la jaro (1887-1997), premiato nei Belartaj Konkursoj dell'UEA nel 2017.
- Eduardo Vivancos kaj la liberecana Esperanto, postfazione biografica a un'edizione bilingue di Eduardo Vivancos, Unu lingvo por ĉiuj: Esperanto, Calúmnia, Revo Lucida, 2019, pp. 77-91.
- Esperanto i anarquisme: els orígens (1887-1907) [esperanto e anarchismo: le origini], Edicions Malcriàs d'Agràcia, Quaderns Esperantistes 1, 2022. ISBN 9788409391417[30].